# Cosmosoma rasera
Cosmosoma rasera är en fjärilsart som beskrevs av D. Jones 1914. Cosmosoma rasera ingår i släktet Cosmosoma och familjen björnspinnare. Inga underarter finns listade i Catalogue of Life.